# Dreistelzberg
De Dreistelzberg, vaak ook Dreistelz genoemd, is een 660 meter hoge berg in de deelstaat Beieren.

## Geografie
De Dreistelzberg maakt deel uit van het middelgebergte Rhön, dat gelegen is in de deelstaten Beieren, Hessen en Thüringen. De berg bevindt zich aan de zuidwestrand van de Rhön en maakt onderdeel uit van het natuurpark Bayerische Rhön en het Biosphärenreservat Rhön.
De Dreistelzberg behoort weliswaar niet tot de hoogste bergen van de Rhön, maar is dankzij de geïsoleerde ligging is het een opvallende verschijning in de omgeving.